# Kreis Paderborn
Kreis Paderborn ligger i regeringsdistriktet Detmold i den tyske delstat Nordrhein-Westfalen.

## Byer og kommuner
Kreisen havde 306890  indbyggere pr.  2018-12-31

Bykommuner (Städte): 
1. Bad Lippspringe 16089 (indb. pr  2018-12-31
2. Bad Wünnenberg 12177
3. Büren 21556
4. Delbrück 31949
5. Lichtenau 10632
6. Paderborn 150580
7. Salzkotten 25062

Landkommuner (Gemeinden): 
1. Altenbeken 9147
2. Borchen 13404
3. Hövelhof 16294